# 凌塘水库
凌塘水库是中国江苏省镇江市丹徒区境内的一座水库，位于小金河上，建于1959年。水库正常库容为665万立方米，集雨面积为26平方千米，海拔为26米。